# Benjamin Randall
Benjamin Randall (* 14. November 1789 in Topsham, Sagadahoc County, Massachusetts; † 11. Oktober 1859 in Bath, Maine) war ein US-amerikanischer Politiker. Zwischen 1839 und 1843 vertrat er den Bundesstaat Maine im US-Repräsentantenhaus.

## Werdegang
Benjamin Randall wurde 1789 in Topsham geboren, das damals noch zu Massachusetts gehörte. Im Jahr 1820 wurde der Ort Teil des neuen Bundesstaates Maine. Nach einer guten Grundschulausbildung besuchte Randall bis 1809 das Bowdoin College in Brunswick. Nach einem anschließenden Jurastudium und seiner im Jahr 1812 erfolgten Zulassung als Rechtsanwalt begann er in Bath in seinem neuen Beruf zu praktizieren.
Während des Britisch-Amerikanischen Krieges diente Randall in der Staatsmiliz. In den 1830er Jahren begann er seine politische Laufbahn als Mitglied der Whig Party. In den Jahren 1833, 1835 und 1838 saß er im Senat von Maine. 1838 wurde er im dritten Wahlbezirk von Maine in das US-Repräsentantenhaus in Washington, D.C. gewählt. Dort trat er am 4. März 1839 die Nachfolge von Edward Robinson an. Nach einer Wiederwahl im Jahr 1840 konnte er bis zum 3. März 1843 zwei Legislaturperioden im Kongress absolvieren. Diese waren seit 1841 von den Spannungen zwischen seiner Partei und Präsident John Tyler überschattet. Viel diskutiert wurde damals auch eine mögliche Eingliederung der seit 1836 selbständigen Republik Texas.
Nach dem Ende seiner Zeit im US-Repräsentantenhaus arbeitete Benjamin Randall wieder als Anwalt. Im Jahr 1849 wurde er zum Leiter der Zollbehörde im Hafen von Bath ernannt. Dieses Amt bekleidete er bis zu seinem Tod am 11. Oktober 1859.